# 坎德拉里亞 (倫皮拉省)

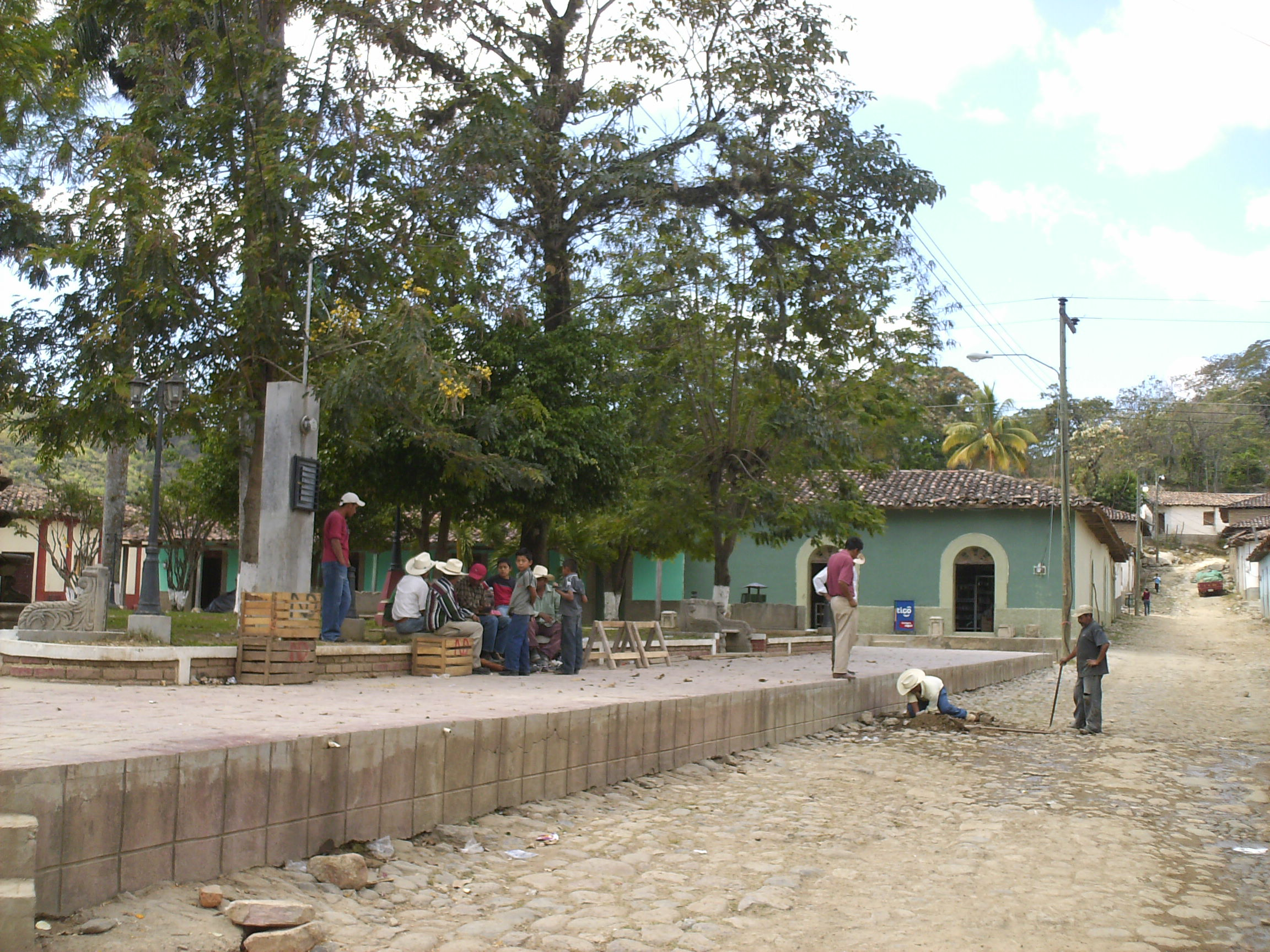

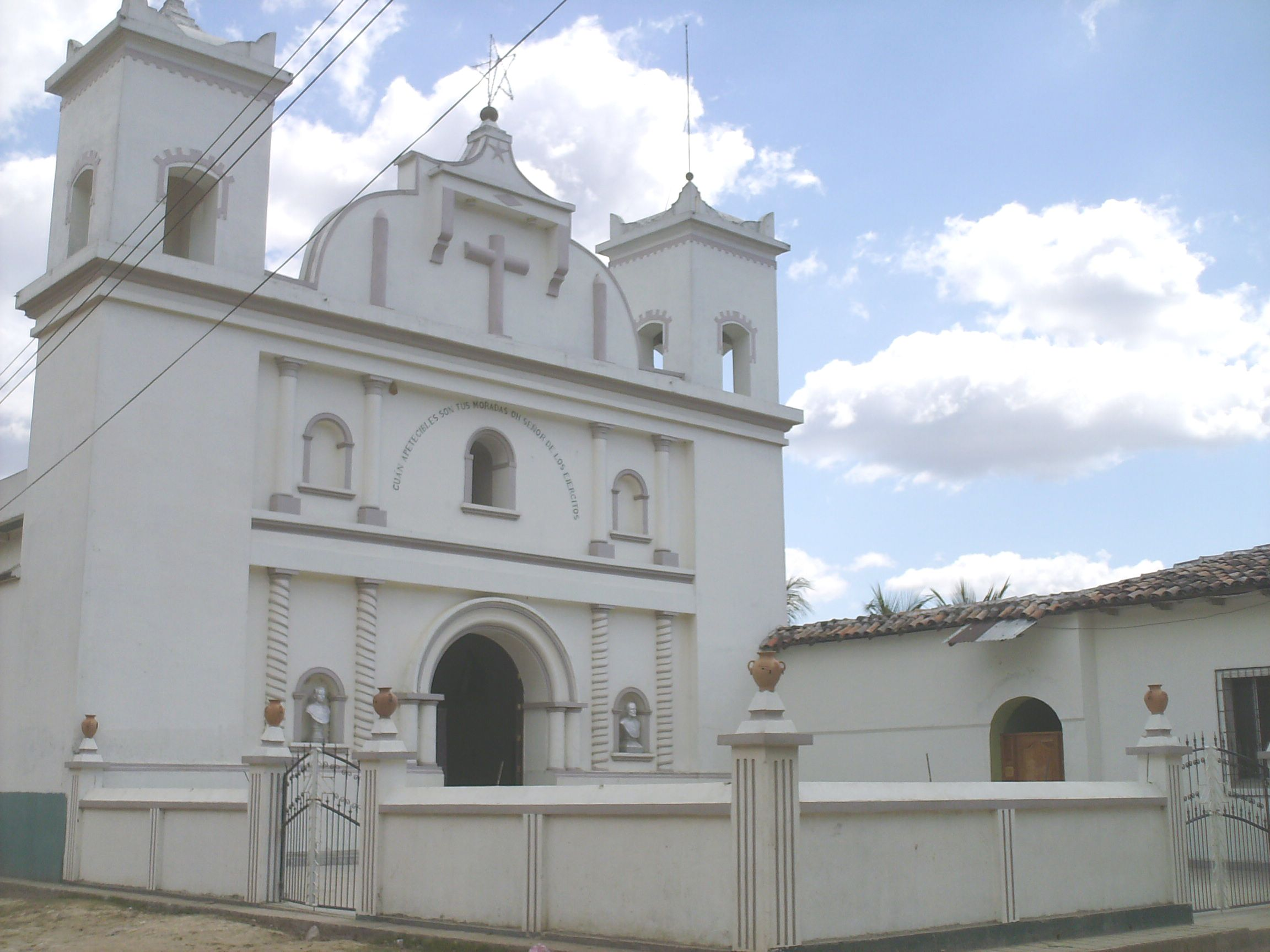

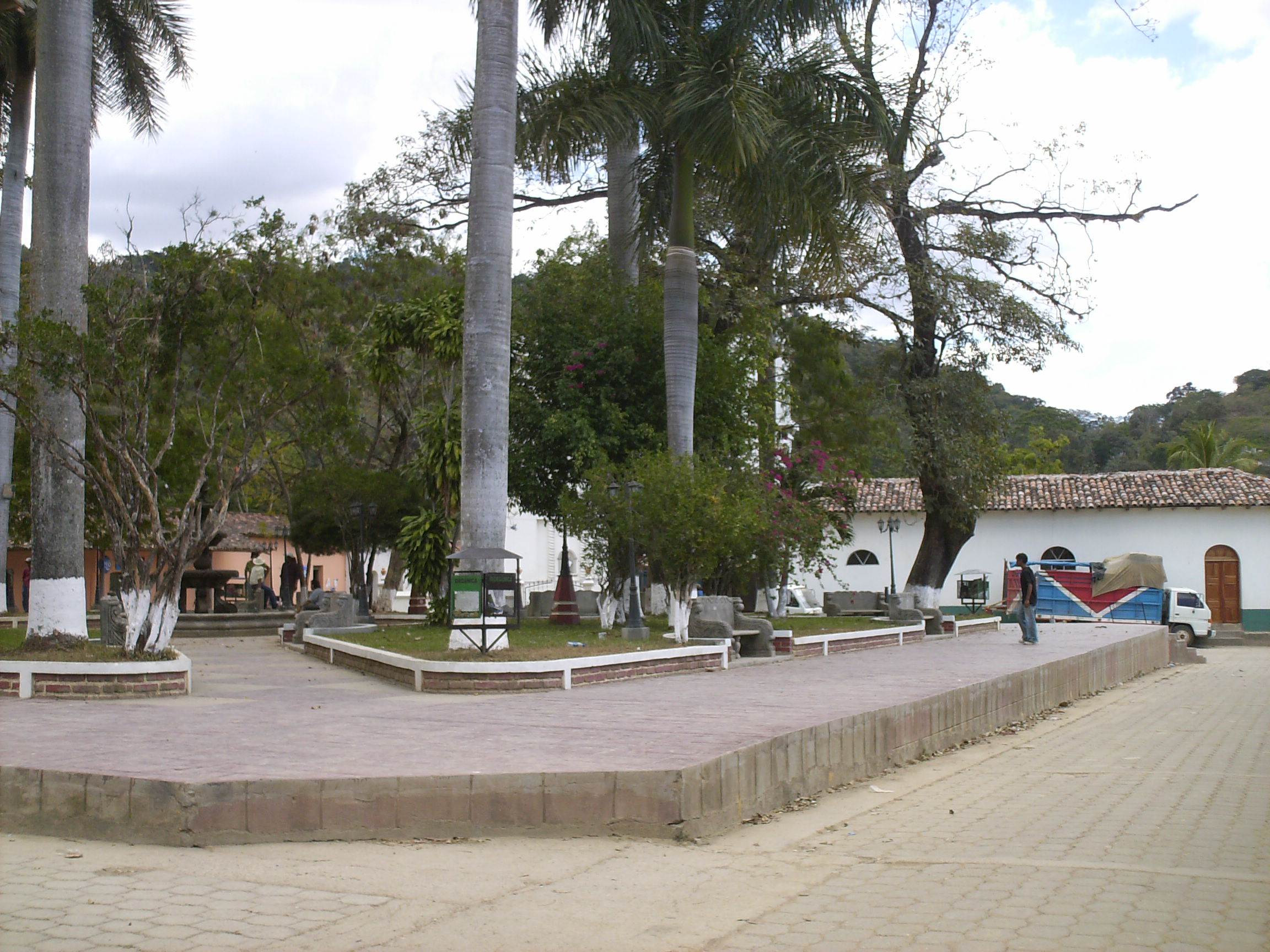

坎德拉里亞（西班牙語：Candelaria），是洪都拉斯的城鎮，位於該國西南部，由倫皮拉省負責管轄，始建於1607年8月13日，面積50平方公里，海拔高度768米，2001年人口5,992，人口密度每平方公里119.84人。
14°05′N 88°34′W / 14.083°N 88.567°W